# Endloskassette

Microdrive-Kassette, Gehäuse geöffnet; vor einer Compact Cassette zum Vergleich.

Eine Endloskassette ist eine Kassette, mit der der darauf gespeicherte Inhalt in einer Endlosschleife abgespielt werden kann, ohne dass dazu zwischendurch zurückgespult werden muss oder kann; das Magnetband kann nur vorwärts bewegt werden. Es kann eine Start-/Ende-Markierung (beispielsweise Schalt- oder Transparentband an der Spleißstelle, eine Markierung auf einer zusätzlichen Magnetspur oder ein optisch abgetastetes Loch im Tonband) vorhanden sein. Das Prinzip wurde ursprünglich vom Tontechniker und Erfinder Bernard A. Cousino entwickelt und dominierte für einige Zeit den nordamerikanischen Markt für Tonband.
Als eines der bekanntesten Produkte galt der von Cousino im Jahr 1952 erfunde Audio Vendor, die auf einer endlosen Tonbandschleife basierte. Es wurde unter der Nummer US2804401A patentiert. Dabei wird das Band innen aus einem lockeren Bandwickel herausgezogen und dieser dabei angetrieben, um das zurückgeführte Band wieder außen aufzuwickeln. Anfangs wurde diese Mechanik auf einem Spulentonbandgerät angebracht. Später entwickelte Cousino ein Plastikgehäuse, das auf manche Tonbandgeräte nur aufgelegt werden musste. Vermarktet wurde diese Kassette von John Herbert Orr als Orrtronic Tapette. Dabei wurde zunächst die magnetisierbare Beschichtung auf die Innenseite der Rolle gewickelt. Bei späteren Kassettentypen ist die Magnetschicht außen, was einen dafür passenden Kassettenspieler erfordert, der hingegen nur eine Traktion des Bandes über den Capstan benötigt und den Komfort bietet, die Kassette ohne Einfädeln des Bandes nur in das Gerät zu schieben. Diese Kassetten benötigen keinen inneren Platz für den Tonkopfträger, da dieser von außen angesetzt wird. Auf dieser Grundlage entwickelte George Eash 1954 den Fidelipac. PlayTape und die 8-Spur-Kassette (8-Track) basieren auf dieser Technik. Endlose Kompaktkassetten für den Ansagetext von Anrufbeantwortern benutzten dasselbe Verfahren. Dabei bekam die Aufwickelrolle einen Tisch und keine Zahnung zur Traktion. Der hintere Wickel entfiel. Mit dieser Technik ist kein Rücklauf des Bandes möglich. Ein ähnliches Prinzip mit Schallband wurde zuvor beim Tefifon (1936) benutzt.

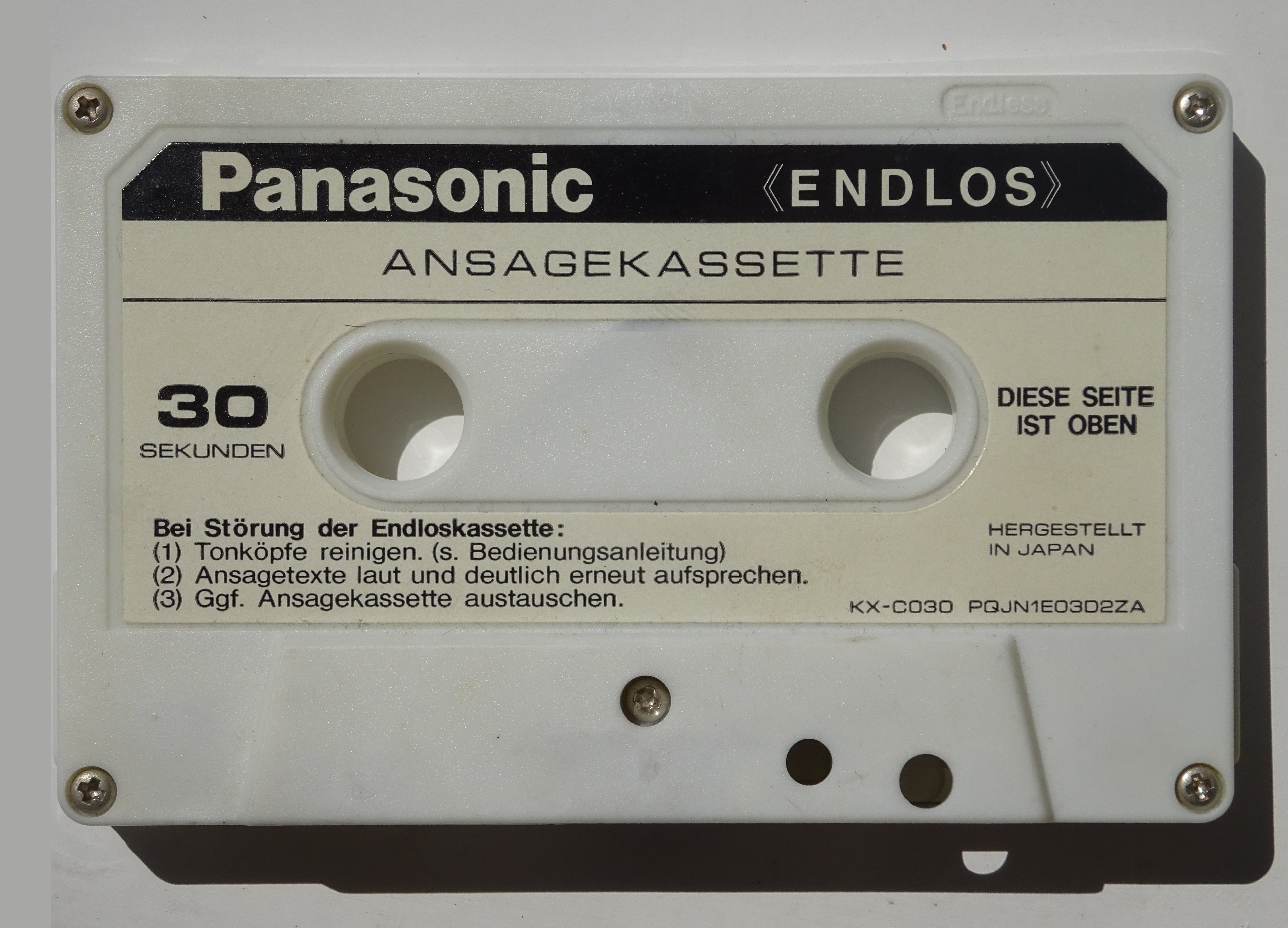
Endloskassette aus einem Anrufbeantworter

Eine weitere patentierte Erfindung von Cousino war das in Endloskassetten benutzte rückseitig graphitbeschichtete Tonband, was es ermöglichte, das Band ohne zu knittern innen aus dem Endloswickel herauszuziehen. Diese Technik wurde auch in 8-Spur-Kassetten benutzt, wodurch die Rückseite des Bandes grau erscheint.

## Liste von Endloskassetten
Die verschiedenen Daten- und Tonträger mit dem Datum ihrer Markteinführung:
- Orrtronic Tapette
- 3-Spur-Kassette / Fidelipac / NAB-CARTridge (1959), Rowe Customusic benutzte den Fidelipac in Größe C
- Mohawk Message Repeater Cartridge
- Rediffusion Reditune (1960)
- 4-Spur-Kassette / Muntz Stereo-Pak CARtridge (1962)
- 8-Spur-Kassette / Stereo-8 / 8-Track (1966)
- PlayTape (1966) / SCM Mail Call (1967)
- Endlose Compact Cassette für Ansagetexte von Anrufbeantwortern (1969)[12]
- Hipac (1971) / Ponkey (1975)
- ZX-Microdrive-Data-Cartridge (1983) für Bandlaufwerk zur Datensicherung
- Bandai Micro Cartridge (~ Mitte 1980er)
- Mr. Dengon (Spielzeug, ca. 1985)[13]
- Pocket Rockers (ca. 1987)